# بخش کانن سیتی، شهرستان رایس، مینه سوتا
بخش کانن سیتی (به انگلیسی: Cannon City Township) یک منطقهٔ مسکونی در ایالات متحده آمریکا است که در شهرستان رایس، مینه‌سوتا واقع شده‌است.
 بخش کانن سیتی ۷۹٫۸ کیلومتر مربع مساحت و ۱٬۲۱۲ نفر جمعیت دارد و ۳۴۵ متر بالاتر از سطح دریا واقع شده‌است.